# L'Escalier (film, 1969)
Pour les articles homonymes, voir L'Escalier.
Pour plus de détails, voir Fiche technique et Distribution.
L'Escalier (Staircase) est un film américano-franco-britannique réalisé par Stanley Donen, sorti en 1969.

## Synopsis
Charlie et Harry, deux homosexuels, vivent en couple. Harry se fait des cheveux blancs parce qu'il en perd tout en dorlotant cette vieille rosse frustrée de Charlie. Ce dernier est en outre d'humeur massacrante car il est menacé de comparaître devant le tribunal pour délit de travesti et incitation à la débauche.  Harry et Charlie finiront pourtant par comprendre qu'ils ne peuvent pas vivre l'un sans l'autre.

## Fiche technique
- Titre français : L'Escalier
- Titre original : Staircase
- Réalisation : Stanley Donen
- Scénario : Charles Dyer d'après sa pièce Staircase
- Direction artistique : Willy Holt
- Costumes : Clare Rendlesham
- Photographie : Christopher Challis
- Montage : Richard Marden
- Musique : Dudley Moore
- Production : Stanley Donen
- Directeur de production : Marc Maurette
- Assistants réalisateur : Marc Grunebaum, Bernard Stora
- Société de production et de distribution : 20th Century Fox
- Pays : américain
- Langue : anglais
- Genre : Comédie dramatique
- Format : Couleur (DeLuxe) - 35 mm - 2,35:1 - Son : mono
- Durée : 100 minutes
- Date de sortie :
  - États-Unis : 20 août 1969

## Distribution
- Rex Harrison (VF : Raymond Gérôme) : Charles Dyer
- Richard Burton (VF : Gabriel Cattand) : Harry Leeds
- Cathleen Nesbitt (VF : Henriette Marion) : La mère de Harry
- Beatrix Lehmann : La mère de Charles
- Michael Rogers : Drag Singer
- Royston Starr : Drag Singer
- Avril Angers (VF : Paule Emanuele) : Miss Ricard
- Jake Kavanagh : Choriste

## Production
Le film, adapté d'une pièce de Charles Dyer, a été tourné à Paris, bien que l'action soit censée se dérouler à Londres.